# Бридниця
Брідниця — річка в Україні у Стрийському районі Львівської області. Права притока річки Дністра (басейн Дністра).

## Опис
Довжина річки приблизно 6 км, найкоротша відстань між витоком і гирлом — 5,36  км, коефіцієнт звивистості річки — 1,12 . Формується декількома безіменними струмками та загатами.

## Розташування
Бере початок на північно-західній стороні від села Рудники. Тече переважно на північний схід і на північно-східній околиці села Надітичі впадає у річку Дністер.

## Цікаві факти
- На лівому березі річки розташована Долина диких тюльпанів[4].
- У пригирловій частині річку перетинає автошлях М06[4] (автомобільний шлях міжнародного значення на території України, Київ — Чоп (державний кордон з Угорщиною).